# Harakovce
Harakovce – słowacka wieś i gmina (obec) w powiecie Lewocza w kraju preszowskim. W 2011 roku zamieszkiwało ją 66 osób.

## Historia
Pierwsze wzmianki o wsi pochodzą z 1272 roku.

## Geografia
Centrum wsi leży na wysokości 610 m n.p.m. Gmina zajmuje powierzchnię 5,276 km².